# Silnice II/477
Silnice II/477 je silnice II. třídy, která vede z Ostravy do Bašky. Je dlouhá 28,3 km. Prochází jedním krajem a dvěma okresy. V Ostravě v úseku křižovatka ulic Bohumínská a Muglinovská (s II/647) až MÚK Frýdecká (s I/11) je po ní veden pomyslný okruh kolem centra. Okruh je veden po ulicích Rudná, Frýdecká, Bohumínská, Muglinovská, Mariánskohorská a Plzeňská.

## Vedení silnice

### Moravskoslezský kraj, okres Ostrava-město
- Muglinov (křiž. II/647, II/470)
- Slezská Ostrava (křiž. II/479, III/4721, III/4793, peáž s II/479)
- Kunčičky
- Kunčice (křiž. I/11)
- Hrabová (křiž. II/478, peáž s II/478)
- Vratimov (křiž. II/478, peáž s II/478)

### Moravskoslezský kraj, okres Frýdek-Místek
- Řepiště (křiž. III/4794)
- Lískovec
- Frýdek (křiž. I/48, II/473, II/648, peáž s II/473, II/648)
- Staré Město (křiž. III/4773)
- Baška (křiž. I/56, III/48425, III/48412)